# 1-amino-2-propanol
1-aminopropaan-2-ol of isopropanolamine is een organische verbinding met als brutoformule C3H9NO. De stof komt voor als een kleurloze vloeistof met een ammoniakachtige geur, die mengbaar is met water.

## Synthese
1-aminopropaan-2-ol kan worden bereid door middel van additie van een waterige ammoniakoplossing aan propeenoxide:
{\displaystyle {\ce {C3H6O + NH3 -> C3H9NO}}}

## Toepassingen
1-aminopropaan-2-ol wordt gebruikt bij een groot aantal syntheses van kleurstoffen en geneesmiddelen. Het is de basisbouwsteen van het opioïde methadon.
Verder wordt het nog gebruikt als stabilisator in wassen en oplosmiddelen, als corrosie-inhibitor en bij de enantioselectieve methylering van cyclohexanon.

## Toxicologie en veiligheid
1-aminopropaan-2-ol vormt bij verbranding stikstofoxiden. De stof reageert met sterk oxiderende stoffen.
De stof is corrosief voor de ogen, de huid en de luchtwegen. Inademing van de dampen kan longoedeem veroorzaken.